# Motorcykel dagbog
Motorcykel dagbog er en film baseret på Che Guevaras rejseberetning og Alberto Granados dagbog fra deres motorcykeltur gennem Sydamerika i 1952.
Under forberedelserne til Motorcykel Dagbog rejste instruktøren Walter Salles gentagne gange til Argentina, Chile, Peru og Cuba. I Cuba mødte han både Alberto Granado, der i 1999 var 80 år, og Guevara familien. Det var Ernesto Guevaras gamle rejsefælle, der gav filmholdet ideen til, hvordan Guevaras og Granados rejseoplevelser skulle fortælles.

”I 1952 var jeg 29 år og Ernesto 23. Som de fleste argentinere i den tid vidste vi mere om grækerne og fønikerne end om inkaerne og Latinamerika. Vi vidste ikke rigtig, hvor Machu Picchu (en berømt inka ruin-by i Peru) var,” fortalte Granado til Salles og havde dermed defineret filmens fokus.
”Filmen handler om to unge mænds søgen efter at afdække et ukendt kontinent – i en tidsalder før tv og globaliseret information. Men lige så vigtig er fortællingen om to unge mænd, der opdager deres identitet i processen”, beretter Salles.

## Medvirkende
| Skuespiller         | Rolle                       |
| Gael García Bernal  | Ernesto Guevara de la Serna |
| Rodrigo de la Serna | Alberto Granado             |
| Mía Maestro         | Chichina Ferreyra           |

## Eksterne Henvisninger
- Motorcykel dagbog på Internet Movie Database (engelsk)
- Motorcykel dagbog på Filmdatabasen
- Motorcykel dagbog på Scope
- Motorcykel dagbog i Svensk Filmdatabas (svensk)
- Motorcykel dagbog på AlloCiné (fransk)
- Motorcykel dagbog på MovieMeter (nederlandsk)
- Motorcykel dagbog på AllMovie (engelsk)
- Motorcykel dagbog hos American Film Institute (engelsk)
- Motorcykel dagbog hos British Film Institute (engelsk)
- Motorcykel dagbogs profil hos Encyclopædia Britannica Online (engelsk)

| Film | Spire Denne filmartikel er en spire som bør udbygges. Du er velkommen til at hjælpe Wikipedia ved at udvide den. |